# Emidesmosoma
Gli emidesmosomi sono particolari punti di adesione, appartenenti al gruppo delle giunzioni di ancoraggio. Si occupano della giunzione tra la cellula e la matrice extracellulare e all'interno della cellula sono collegati a filamenti intermedi. Sono presenti in gran numero nelle cellule epiteliali e sono caratterizzati da una placca proteica all'interno della cellula connessa con la sua lamina basale. Somigliano morfologicamente ai desmosomi per il fatto di connettersi ai filamenti intermedi. Connettono la superficie basale di una cellula epiteliale con la superficie basale sottostante. I domini extracellulari delle integrine che mediano all'adesione, si legano alla proteina laminina, nella lamina basale, mentre un dominio intracellulare si lega tramite una proteina di ancoraggio ai filamenti intermedi di cheratina. I filamenti di cheratina associati agli emidesmosomi hanno le loro estremità sepolte nella placca. L'integrina che media l'interazione tra citoscheletro e laminina è l'integrina α6β4 esclusivamente presente nelle strutture emidesmosomali. Un'altra proteina di connessione è BPAG2 (nome alternativo: collageno XVII). La connessione tra BPAG2, integrina α6β4 e i filamenti intermedi è mediata dalla IFAP (Proteina associata ai filamenti intermedi) plectina che è associata a sua volta alla distonina.